# 용호의 권 외전
《용호의 권 외전》(일본어: 龍虎の拳 外伝)은 SNK가 제작한 1996년 대전 격투 게임이다. 《용호의 권》 시리즈 세 번째 작품으로 네오지오 아케이드 기판으로 제작됐다. 서양 지역에선 《싸움의 기술 3: 전사의 길》라는 제목으로 출시됐다.
시리즈 주인공 료 사카자키와 로버트 가르시아를 제외한 플레이어 캐릭터들 전원이 새로운 등장인물인 것이 특징으로, 멕시코의 도시 글래시 힐이 이야기의  무대이다.

## 줄거리

### 플레이어 캐릭터
- 료 사카자키
- 로버트 가르시아
- 로디 버츠
- 레니 크레스톤
- 왕고산
- 토도 카스미 - 토도 류하쿠의 차녀, 병약한 언니를 대신해 토도로부터 무술을 배웠다.
- 콜 카르만 - 로버트 가르시아의 집사
- 후하 진
- 싱 클레어
- 와일러
- 프레아 로렌스

## 참조

### 내용주
1. ↑  아트 오브 파이팅 3: 더 패스 오브 더 워리어(영어: Art of Fighting 3: The Path of the Warrior)